# Merlot

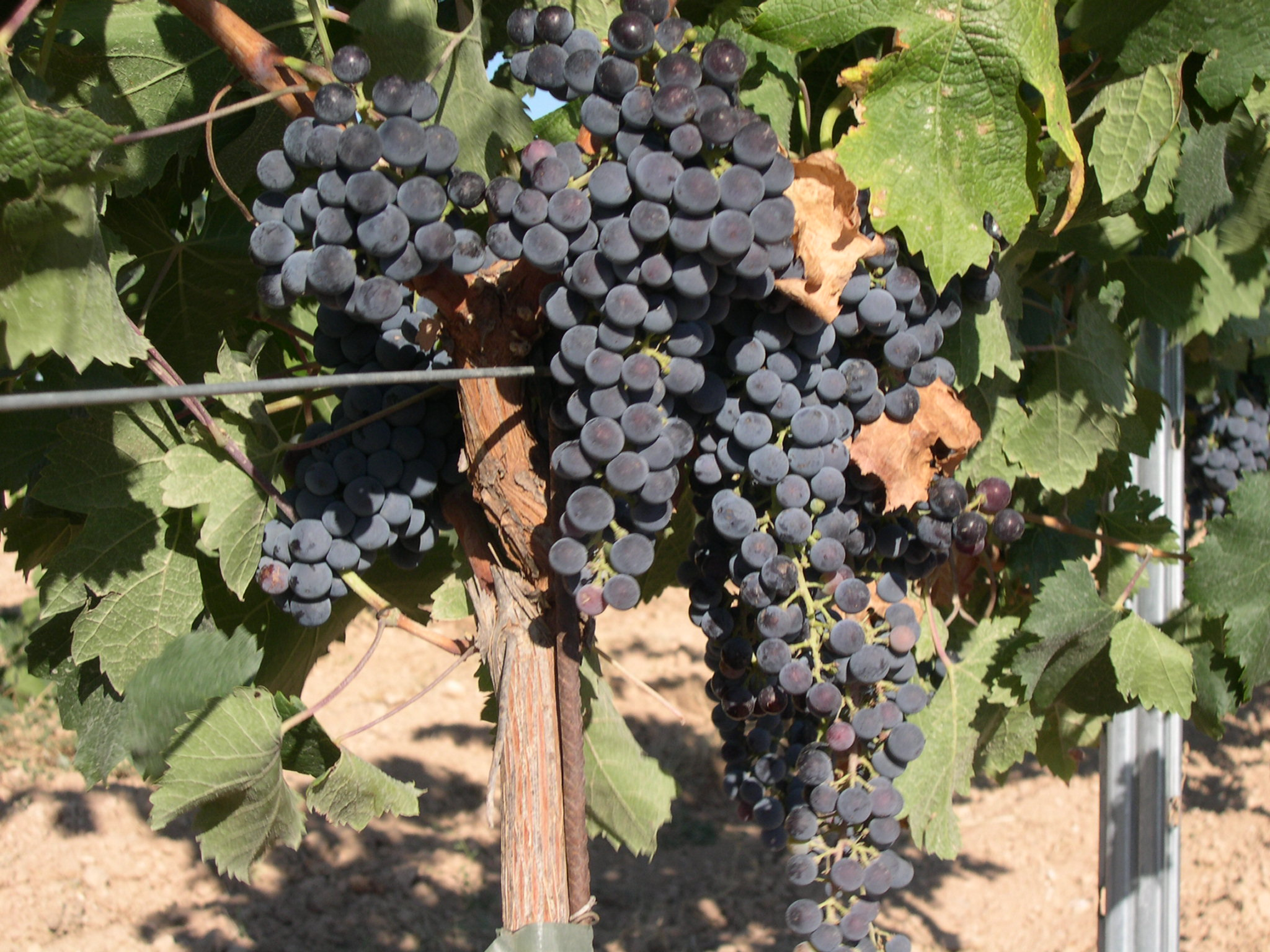
Winogrona szczepu Merlot w La Manchy (Hiszpania)

Merlot – czerwony szczep winorośli wywodzący się prawdopodobnie z rejonu Bordeaux, skąd pochodzi pierwsza wzmianka z końca XVIII wieku i powszechnie tam uprawiany. Merlot jest spotykany w niemal wszystkich krajach winiarskich na świecie. Jest jednocześnie najczęściej uprawianą odmianą winorośli we Francji (115 746 ha winnic w 2009, co stanowi około połowę światowej produkcji).

## Charakterystyka
Nazwa stanowi starofrancuskie zdrobnienie słowa merle – kos, prawdopodobnie ze względu na czarnoniebieski odcień jagód albo ich popularność wśród tych ptaków.
Szczep jest krzyżówką odmian magdeleine noire des charentes i cabernet franc.

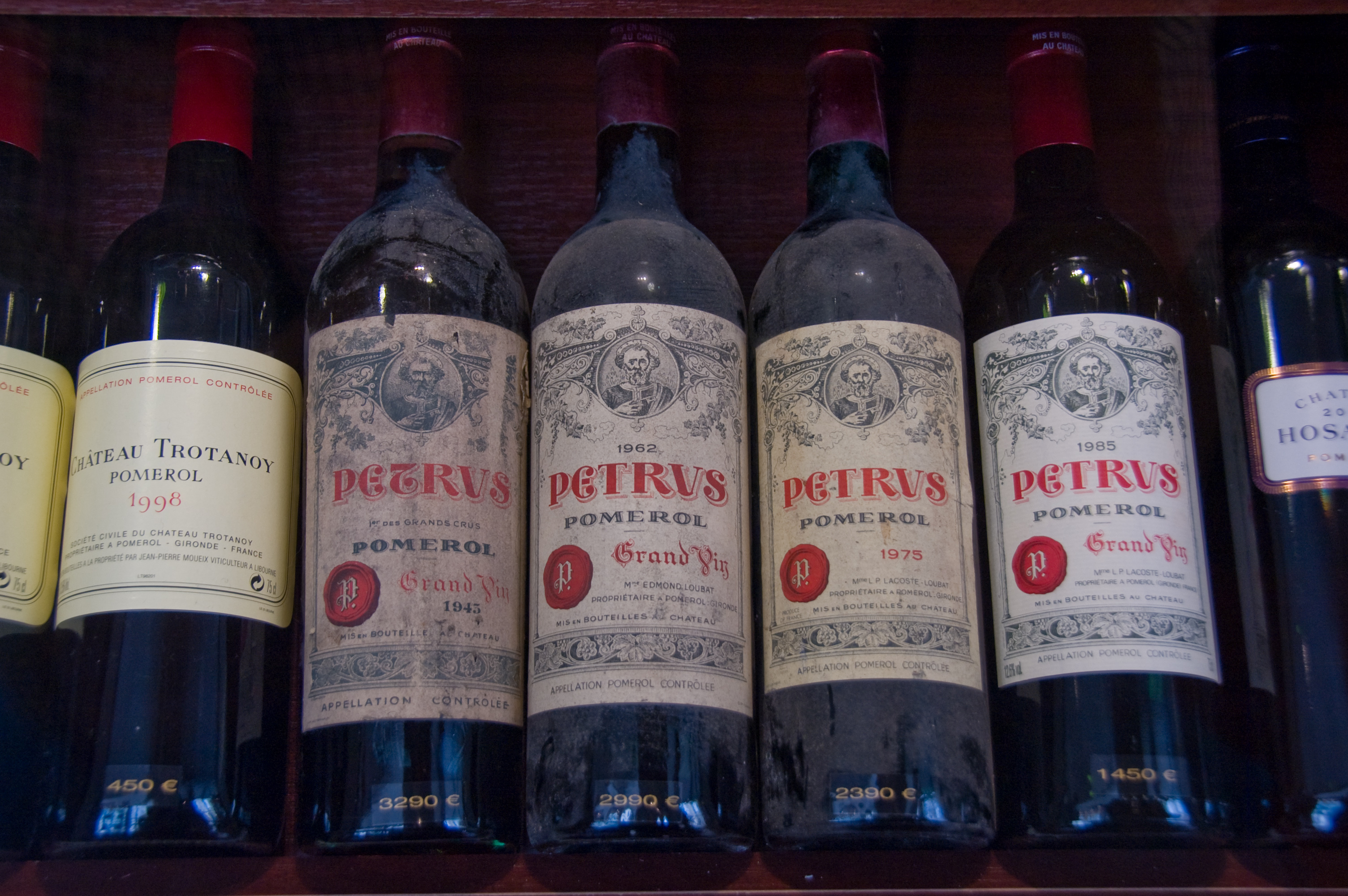
Butelki Château Pétrus

Merlot uchodzi za odmianę dość uniwersalną – jest używany zarówno do produkcji win jednoszczepowych, jak również jako składnik win kupażowanych, gdzie towarzyszy najczęściej później dojrzewającej i bogatszej w taniny odmianie cabernet sauvignon, wnosząc elegancki kolor, miękkość i owocowość.  Krzewy dojrzewają stosunkowo wcześnie. Wina są delikatniejsze i dojrzewają szybciej niż te oparte na cabernecie. Poziom alkoholu jest średni do wysokiego. 
Merlot jest kojarzony z nutami śliwek.
Wino Château Pétrus, produkowane w apelacji AOC Pomerol we Francji w 95% ze szczepu merlot utrzymywało przez 20 lat tytuł najdroższego wina świata.

## Rozpowszechnienie
Szczep był klasyczny dla regionu Bordeaux i szeroko introdukowany w innych państwach i regionach. Główne dalsze nasadzenia we Francji miały miejsce od lat 50. do 80. XX wieku. W Kalifornii odmiana była praktycznie nieznana przed 1970, ale w 2002 była uprawiana na obszarze 21 121 ha. W Australii w 2003 roku zarejestrowano 10 350 ha winnic obsadzonych merlotem.

## Synonimy
Badacze zarejestrowali 57 synonimów dla nazwy merlot: alicante, alicante noir, begney, bidal, bidalhe, bigney, bigney rouge, bini, bini ruzh, bioney, black alicante, bordeleza belcha, bordeleze belcha, crabutet, crabutet noir, crabutet noir merlau, hebigney, higney, higney rouge, langon, lecchumskij, medoc noir, merlau, merlaut, merlaut noir, merle petite, merlo, merlot black, merlot blauer, merlot crni, merlot nero, merlott, merlou, odzalesi, odzhaleshi, odzhaleshi legkhumskii, petit merle, picard, pikard, plan medre, planet medok, plant du medoc, plant medoc, saint macaire, same de la canan, same dou flube, seme de la canau, seme dou flube, semilhon rouge, semilhoum rouge, semilhoun rouge, semillon rouge, sud des graves, vidal, vini ticinesi, vitrai i vitraille.